# Georges Souillet
Charles Georges Théophile François René Souillet, né à Tours le 26 novembre 1861 et mort à Paris le 13 janvier 1947, est un peintre français.

## Biographie
Georges Souillet nait à Tours le 26 novembre 1861 de Charles Souillet, loueur de voitures et de Marie Céline Connin.
Après une formation à l'école des beaux-arts de Tours où il est l'élève de Félix Laurent, il s'engage dans l'armée pour un an en 1880 afin d'être libéré des obligations militaires, puis poursuit ses études artistiques à l'École des beaux-arts de Paris dans les ateliers d'Alexandre Cabanel et Léon Bonnat.
Il expose de 1888 à la fin de sa vie en 1947, à Paris au Salon de la Société nationale des beaux-arts et au cercle Volney, à Tours au salon des beaux-arts de 1921 à 1939 et à la société des beaux-arts de Nantes en 1899, 1906 et 1909. Auteur de quelques portraits de ses proches, au début de sa carrière, il est surtout un peintre de paysage.
Le 6 avril 1897, il épouse à Paris Emma Louise Fouqué, fille du géologue Ferdinand André Fouqué (1828-1904) et de Marie Camille Lecoeur (1836-1910).
En 1898, il remporte le concours pour la décoration de la Chambre de commerce et d'industrie de Tours pour laquelle il réalise huit grands panneaux sur le thème des activités dominantes de la Touraine au XVIIIe siècle et quatre plus petits représentant les villes de Tours, Loches, Amboise et Chinon  ,, .
En 1899, il effectue un voyage en Algérie et en Italie. En 1911, il voyage en Angleterre.
Pendant la Première Guerre mondiale, en 1917, il fait partie de la 6e mission des artistes aux armées dans la Marine.
En 1929, à la suite de la donation par Joseph Astor du manoir de Kerazan, il en devient le conservateur. Suivant les dernières volontés du donateur, il y crée une école de tapis et de dentelles dont il est directeur. La même année, il est membre du jury du Salon de la Société nationale des beaux-arts.
En 1934, il est nommé chevalier de la Légion d'honneur.
Il meurt à Paris le 13 janvier 1947 à son domicile 134 Boulevard Raspail.

## Œuvres dans les collections publiques

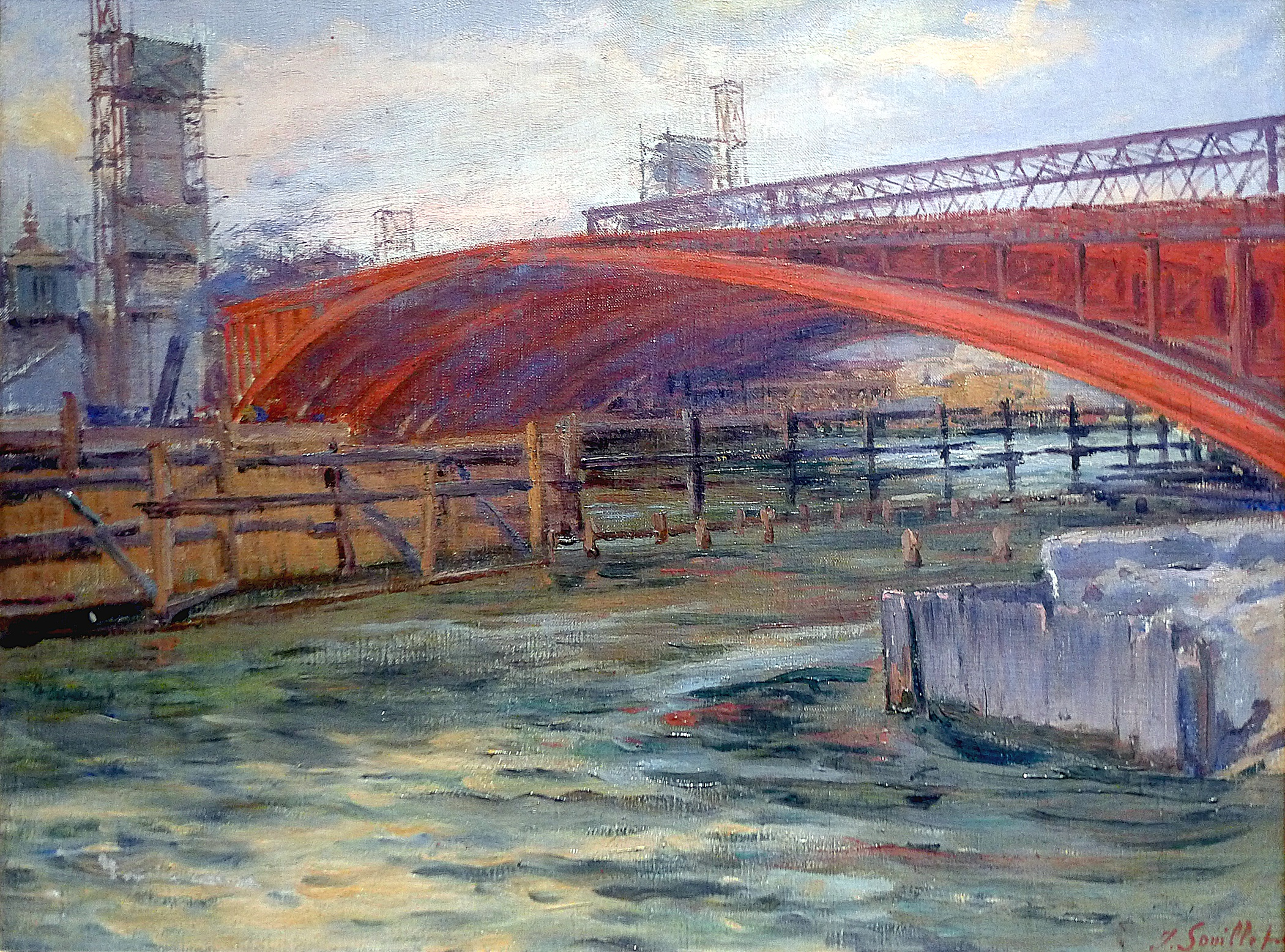
Pont Alexandre III en construction (vers 1896-1900), Paris, musée Carnavalet.

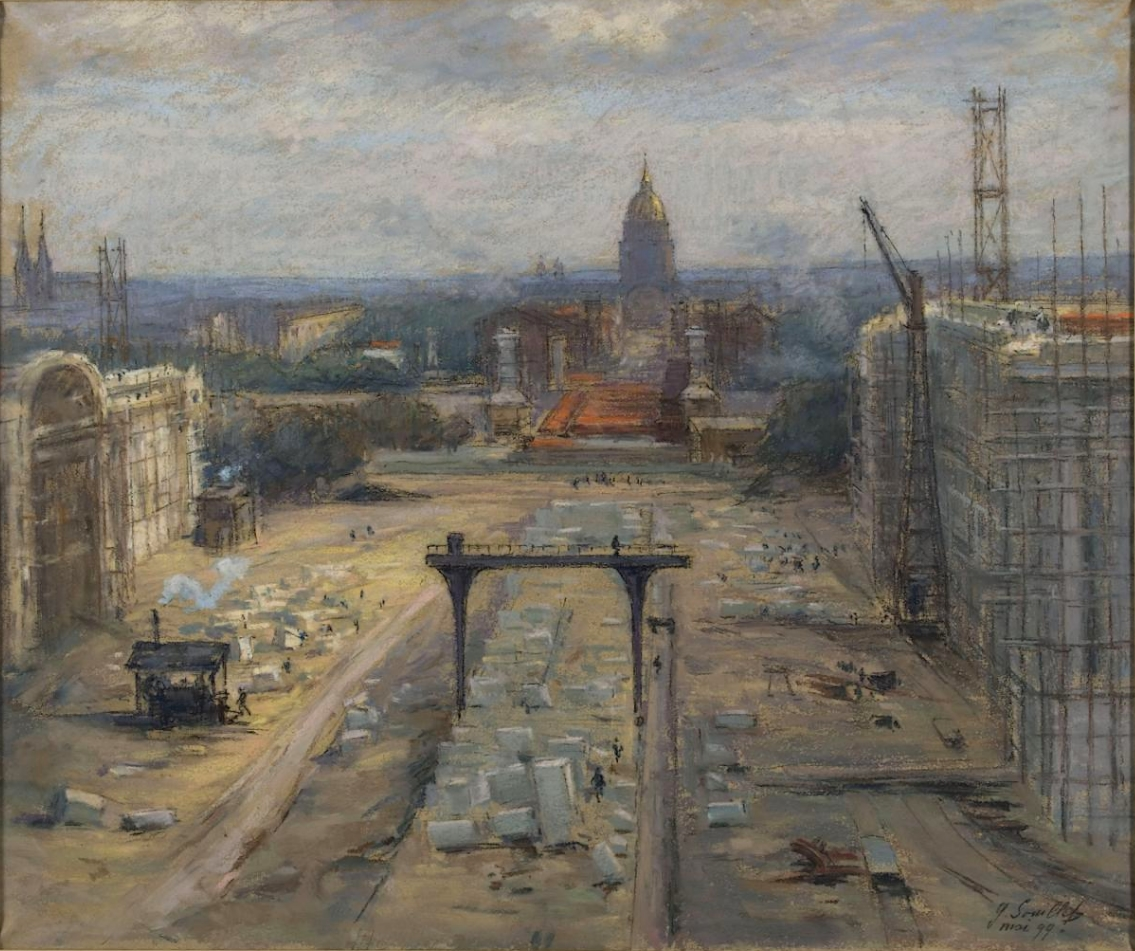
Le Grand et le Petit-Palais en construction, 1899, musée Carnavalet.

- Guéret, musée de la Sénatorerie : L'Air était embrasé, d'après Étienne Dinet, achat de l'état en 1896[9].
- Locronan, musée d'art et d'histoire :  Brodeuses de Pont-Labbé (1934)
- Loctudy, mairie, salle du conseil municipal : Sur les quais de Loctudy[10].
- Paris, musée Carnavalet :
  - Les Travaux du métropolitain, place saint-Michel[11] ;
  - Le Grand Palais et le Petit Palais en construction (1899)[12] ;
  - Les Travaux du Grand Palais et du pont Alexandre-III, en 1899, 1904[13] ;
  - Intérieur de Notre-Dame : le Te Deum en l'honneur de l'armistice, le 17 novembre 1918[14].
- Tours :
  - Chambre de commerce et d'industrie de Touraine, grand salon : La Navigation[15]; La Soierie; La Tannerie; L'Imprimerie; La Magnanerie; Les Fruits; Les Vendanges et Les Foins.
  - musée des beaux-arts :
    - Tireurs de sable sur la Loire, 1894[16] (achat de l'état au salon)[17].
    -  Marine  (don du baron Edmond de Rothschild 1910).
    -  Vue de Montepulciano (achat 1922).
    - La Maison du curé de Tours (achat 1922).
    -  Portrait de femme.
    -  Portrait de jeune fille.
    - Portrait de François Sicard.
    -  La Place Plumereau à Tours (pastel).
    - Vue de Tours (pastel don Weissenbach 1957).
    -  Portrait de Félix Laurent.